# Raúl de Saint Omer
Raúl de Saint Omer (muerto en 1220), también conocido como Raúl de Tiberíades, fue brevemente príncipe de Galilea y dos veces senescal de Jerusalén en los Estados cruzados de Palestina.
Su padre fue Gutierre de Saint Omer y su madre Eschiva de Bures, llamada la señora de Tiberíades, hija de Elinardo de Bures, que en 1174 se volvió a casar con Raimundo III de Trípoli.
Raúl se casó con Inés Grenier, hija de Reinaldo Grenier, señor de Sidón.
Fue exiliado al considerársele responsable de un atentado contra Aimerico de Chipre. Poco tiempo antes, su hermano mayor Hugo había intentado casarle con Isabel de Jerusalén (y proclamarlo rey consorte) después de la muerte de Enrique II de Champaña, pero fue Amalarico quién consiguió la mano de Isabel. En 1198 fue a Trípoli, y en 1204 a Constantinopla. Ganó gran reputación como jurista, llegando a editar el Le Livre du Roi, y posteriormente colaborando con las Assizes de Jerusalén de Felipe de Novara.